# 須磨学園中学校・高等学校
須磨学園中学校・高等学校（すまがくえんちゅうがっこう・こうとうがっこう）は、兵庫県神戸市須磨区板宿町に所在し、中高一貫教育を提供する私立中学校・高等学校。
最寄り駅は神戸市営地下鉄西神・山手線及び山陽電鉄本線板宿駅。設置者は学校法人須磨学園で、学園長はアスキー創業者の西和彦。

## コース
中学入学者
- Aコース（難関国公立大）
- Bコース（最難関国公立大）

高校入学者
- I類（難関私大）
- II類（国公立大）
- III類英数（難関国公立大文系）
- III類理数（国公立医歯薬理系）

## 特色
- スローガン

「to be myself,...」

なりたい自分になる。そして…
- 学園歌

作曲者:都倉俊一　作詞者:阿久悠
- 設備

全館エアコン完備、無線LAN（各教室・武道館・体育館）、50mプール、飛び込みプール、全天候型総合グランド、サンドグラステニスコート、武道館、球技グランド、須磨総合グランドがある。（飛び込みプールは現在使われていない）
- その他

有名なのは石段と坂である。須磨断層によって出来た、高い山の上に立地しているので、140段余りの石段を登る必要がある。
入学時、須磨学園で統一された機種の「制携帯」と「制パソコン」が一人一台ずつ配布される。それらを活用したICT授業や課外活動が行われる。「制パソコン」のOSはWindowsである。
教師、生徒が繋がるFirst Class、近年ではMicrosoft Officeのアプリの一つであるTeamsなどのグループウェアを使用している。
須磨学園特有の学年ごとの呼称、用語

中高一貫生
- 中学1年生→J1学年
- 中学2年生→J2学年
- 中学3年生→S1学年
- 高校1年生→S2学年
- 高校2年生→V1学年
- 高校3年生→V2学年

高校入学生
- 高校1年生→K1学年
- 高校2年生→K2学年
- 高校3年生→K3学年

## 沿革
- 1922年 - 須磨裁縫女学校として創立
- 1938年 - 須磨女学校に改称
- 1944年 - 須磨女子商業学校に改称
- 1946年 - 須磨高等女学校に改称
- 1949年 - 須磨女子高等学校に改称
- 1966年 - 講堂兼体育館落成
- 1968年 - 総合運動場・球技場・50m公認競泳プール・飛込プール落成
- 1999年 - 須磨学園高等学校に改称し、男女共学化
- 2001年 - 武道館竣工
- 2004年 - 須磨学園中学校 発足
- 2009年 - 制携帯導入決定[1]
- 2010年 - 中高一貫1期生卒業
- 2012年 - 創立90周年記念式典
- 2022年 - 創立100周年を迎える

## 部活動
文化部
- コンピュータ部、ESS、軽音楽部
- 吹奏楽部、ハンドベル部、茶道部、書道部
- 華道部、美術部、国語研究部
- 英語研究部、数学研究部、理科研究部
- 社会研究部、料理研究部
- ギター部、箏曲部、文芸部、放送部、鉄道研究部
- 書道部、弦楽部、競技かるた部、将棋部
- 演劇同好会
- クイズ研究会

運動部
- 水泳部、陸上競技部、剣道部、空手道部
- 弓道部、アーチェリー部、ソフトテニス部
- ソフトボール部、バスケットボール部
- 硬式野球部、サッカー部、卓球部
- チアリーディング部、バドミントン部、創作ダンス部
- 硬式テニス部、ハンドボール部

陸上競技部は女子が2003年、2006年に全国高等学校駅伝競走大会で優勝している。
ソフトテニス部は1994年から高校総体に出場している。
弓道部は女子団体が2000年に全国高等学校弓道選抜大会で優勝している。

## 著名な出身者

### 陸上
- 松尾和美（元陸上競技女子長距離走・マラソン選手）
- 岡本治子（元陸上競技女子長距離走・マラソン選手）
- 加納由理（元陸上競技女子長距離走・マラソン選手）
- 堀江知佳（元陸上競技女子長距離走・マラソン選手）
- 渕瀬真寿美（陸上競技女子競歩選手）
- 野上恵子（陸上競技女子長距離走・マラソン選手）
- 小林祐梨子（元陸上競技女子中距離走・長距離走選手、コメンテーター）
- 池田睦美（陸上競技女子中距離走・長距離走選手）
- 横江里沙（陸上競技女子中距離走・長距離走選手）
- 太田琴菜（陸上競技女子中距離走・長距離走選手）
- 福田有以（陸上競技女子中距離走・長距離走選手）
- 荒井優奈（陸上競技女子中距離走・長距離走選手）
- 大西ひかり（陸上競技女子中距離走・長距離走選手）
- 土井葉月（陸上競技女子中距離走・長距離走選手）
- 中山卓也（元陸上競技男子長距離選手・中学陸上部コーチ・中山竹通の息子）
- 西池和人（陸上競技男子長距離走選手）
- 秋山雄飛（陸上競技男子長距離走選手）

### 水泳
- 三田真希（元水泳選手、在学中にシドニーオリンピック代表に選ばれた）
- 山田沙知子（元水泳選手）
- 玉井陸斗（現水泳選手）現在在学中。在学中に10m高飛び込みで日本勢最年少、初銀メダル獲得

### その他スポーツ
- ロリト麻理菜（プロボクサー）

### 芸能
- 川上愛（タレント、モデル）
- 衣笠築美（タレント、元チアリーダー）
- こーくん - YouTuber（なこなこカップル）

### マスコミ
- 北條瑛祐（朝日放送テレビアナウンサー）

## 関連書籍
- 『あと1秒の壁破った! 須磨学園陸上競技部・長谷川重夫監督 、全国高校女子駅伝 悲願達成の軌跡』（力武敏昌(著)、神戸新聞総合出版センター、2004/10、ISBN  978-4343002907）

## 不祥事
- 2024年
  - 10月1日 - 男性教諭が、SNSで知り合った女子高生を未成年と知りながら一週間自宅に泊めたとして、未成年者誘拐の容疑で兵庫県警に逮捕されていたことが分かった[2]。
  - 10月3日 - 別の男性教諭が電車内で同校の女子高生の下半身を執拗に触っていた様子がSNS上で拡散され、停職処分となった[3]。